# Garbhodakasai Visnú
En el marco de la mitología hindú, Garbhodaka-Sai Visnú es el segundo de los avatares de Visnú en los mahat tattva (universos materiales).

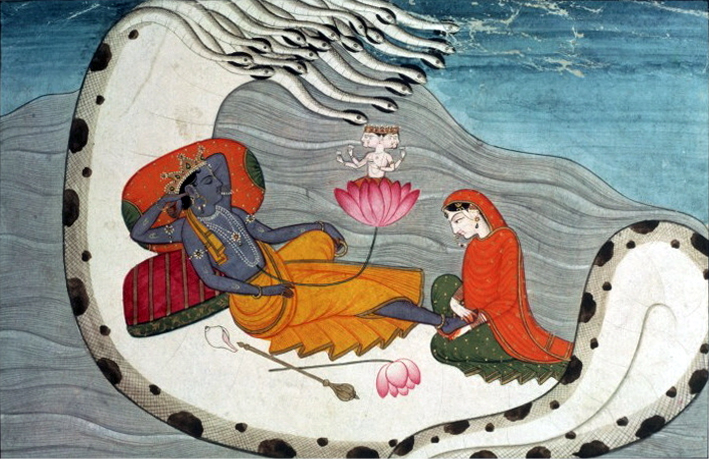
Visnú y su consorte, la diosa Laksmí sobre la serpiente Shesha Naga, circa 1870.

- garbhodakaśāyīviṣṇu, en AITS (alfabeto internacional de transliteración del sánscrito).
- गर्भोदकशायीविष्णु, en letra devánagari.

Los krisnaístas creen que Visnú tiene distintas formas, cada una de los cuales tiene un rol diferente en el mantenimiento del universo y de sus habitantes. Básicamente hay tres formas (o aspectos):
- Karanodakasai Visnú (‘el Visnú acostado en el océano causal’; más conocido como Majá Visnú), siendo karaṇa: ‘causa’, udaká: ‘agua’, śāyi: ‘acostado’ y vishnú (que probablemente proviene de la raíz viṣ): ‘penetrante’ o ‘trabajador’. El Majá Visnú es uno solo, y está acostado en un rincón de Vaikunthá (el mundo espiritual) flotando sobre un ‘océano de causa [de la materia]’. De su inmenso cuerpo emana cada universo material.
- Garbhodakasai Visnú (‘el Visnú acostado en el océano de concepción’), siendo gárbha: ‘útero, concepción’, udaká: ‘agua’, y śāyi: ‘acostado’. Existe uno de estos Visnús acostado sobre la serpiente Shesha, que nada sobre el océano que ―según los hinduistas― existe en el fondo de cada uno de los billones de universos.
- Ksirodakasai Visnú (‘el Visnú acostado en el océano de leche’), siendo kṣīra: ‘leche’, udaká: ‘agua’, y śāyin: ‘acostado’. Este Visnú se encuentra ubicado en este planeta, acostado sobre la serpiente Shesha, que nada sobre el océano de leche que ―según los hinduistas― es uno de los siete océanos concéntricos que rodean la India. 
  - Paramatma (super-alma, siendo parama: ‘supremo’ y ātmā: ‘alma’. Es una expansión de este mismo Ksirodakashai Visnú que está presente de pie en el corazón de cada ser, acompañando a cada alma.

Vishnos tu trini rupani

purusha akhiani atho viduh

ekam tu majatah srashtri

dvitiiam tv anda-samsthitam

tritiiam sarva-bhuta-stham

tani gñatuá vimuchiate
Vishnú tiene tres formas
con el nombre de púrusha (‘varón’) se les conoce.
Uno lo grande crea
el segundo está dentro de cada huevo [universo]
el tercero en cada ser está.
A esos quien los conoce se libera.
Satvata-tantra

El ombligo (nabha) de este Garbhodakasai Visnú —que a veces es llamado Padmanabha (ombligo de loto)— contiene un gigantesco océano, donde crece un loto (padma).
Al abrirse ese loto, nace el dios creador Brahma, quien con su mente crea todos los planetas del universo material a través de Prakriti.
A los pies de este Visnú acostado se encuentra la diosa Laksmí, adecuada a su tamaño.